# Patrik Tybor
Patrik Tybor (Dubnica nad Váhom, 16 settembre 1987) è un ex ciclista su strada slovacco, è stato attivo tra gli Elite/Under-23 dal 2006 al 2023.

## Palmarès

### Strada
- 2009 (Dukla Trenčín-Merida, una vittoria)

2ª tappa Grand Prix Bradlo (Holice > Bradlo)
- 2013 (Dukla Trenčín-Trek, una vittoria)

4ª tappa Baltic Chain Tour (Smiltene > Sigulda)
- 2015 (Kemo-Dukla Trenčín, una vittoria)

1ª tappa Tour de Bulgarie (Nova Zagora > Plovdiv)
3ª tappa Tour de Bulgarie (Trojan > Trjavna)
- 2016 (Dukla Banská Bystrica, due vittorie)

6ª tappa Tour du Cameroun (Mbanga > Bafang)
5ª tappa Tour du Maroc (Marrakech > Ouarzazate)

### Altri successi
- 2015 (Kemo-Dukla Trenčín)

Classifica a punti Tour de Bulgarie

## Piazzamenti

### Competizioni mondiali
- Campionati del mondo su strada

Salisburgo 2005 - In linea Junior: 74º
Salisburgo 2006 - In linea Under-23: 95º
Mendrisio 2009 - In linea Under-23: ritirato
Toscana 2013 - In linea Elite: ritirato
Bergen 2017 - In linea Elite: ritirato
Innsbruck 2018 - Cronosquadre: 21º
Innsbruck 2018 - In linea Elite: ritirato
Imola 2020 - In linea Elite: ritirato
Fiandre 2021 - In linea Elite: ritirato
- Giochi olimpici

Rio de Janeiro 2016 - In linea: 45º

### Competizioni europee
- Campionati europei su strada

Mosca 2005 - In linea Junior: 11º
Valkenburg 2006 - In linea Under-23: ritirato
Sofia 2007 - In linea Under-23: 37º
Plumelec 2016 - In linea Elite: 95º
Herning 2017 - In linea Elite: 27º
Glasgow 2018 - In linea Elite: ritirato
Alkmaar 2019 - Staffetta mista: 8º
Alkmaar 2019 - In linea Elite: ritirato
Plouay 2020 - In linea Elite: 35º
Trento 2021 - In linea Elite: ritirato
- Giochi europei

Minsk 2019 - In linea Elite: 48º
Minsk 2019 - Cronometro Elite: 30º